# Marcos Rocha
Marcos Luis Rocha Aquino (Sete Lagoas, 11 dicembre 1988) è un calciatore brasiliano, difensore del Palmeiras.

## Statistiche

### Cronologia presenze e reti in nazionale
| Cronologia completa delle presenze e delle reti in nazionale ― Brasile | Cronologia completa delle presenze e delle reti in nazionale ― Brasile | Cronologia completa delle presenze e delle reti in nazionale ― Brasile | Cronologia completa delle presenze e delle reti in nazionale ― Brasile | Cronologia completa delle presenze e delle reti in nazionale ― Brasile | Cronologia completa delle presenze e delle reti in nazionale ― Brasile | Cronologia completa delle presenze e delle reti in nazionale ― Brasile | Cronologia completa delle presenze e delle reti in nazionale ― Brasile |
| Data                                                                   | Città                                                                  | In casa                                                                | Risultato                                                              | Ospiti                                                                 | Competizione                                                           | Reti                                                                   | Note                                                                   |
| ---------------------------------------------------------------------- | ---------------------------------------------------------------------- | ---------------------------------------------------------------------- | ---------------------------------------------------------------------- | ---------------------------------------------------------------------- | ---------------------------------------------------------------------- | ---------------------------------------------------------------------- | ---------------------------------------------------------------------- |
| 25-5-2013                                                              | Belo Horizonte                                                         | Brasile                                                                | 2 – 2                                                                  | Cile                                                                   | Amichevole                                                             | -                                                                      | 72’                                                                    |
| 7-9-2013                                                               | Brasilia                                                               | Brasile                                                                | 6 – 0                                                                  | Australia                                                              | Amichevole                                                             | -                                                                      | 77’                                                                    |
| Totale                                                                 |                                                                        | Presenze                                                               | 2                                                                      |                                                                        | Reti                                                                   | 0                                                                      |                                                                        |

## Palmarès

### Club

#### Competizioni statali
- Campionato Mineiro: 2

Atlético Mineiro: 2012, 2013
- Campionato paulista: 4

Palmeiras: 2020, 2022, 2023, 2024

#### Competizioni nazionali
- Coppa del Brasile: 2

Atlético Mineiro: 2014
Palmeiras: 2020
- Campionato brasiliano: 3

Palmeiras: 2018, 2022, 2023
- Supercoppa del Brasile: 1

Palmeiras: 2023

#### Competizioni internazionali
- Coppa Libertadores: 3

Atlético Mineiro: 2013
Palmeiras: 2020, 2021
- Recopa Sudamericana: 1

Palmeiras: 2022

### Nazionale
- Superclásico de las Américas: 1

2012